# Karine Espineira
Karine Espineira, née le 2 octobre 1967 à Santiago du Chili, est une sociologue des médias franco-chilienne.
Chercheuse associée au Laboratoire interdisciplinaire récits cultures et sociétés (LIRCES) de l'université Nice-Sophia-Antipolis membre d'université Côte d'Azur, depuis 2012, elle est aussi membre associée au Laboratoire d'études de genre et de sexualité (UMR LEGS), à l'université Paris 8 Vincennes-Saint-Denis, depuis 2017.
Ses travaux ont ouvert la voie à d'autres sujets et objets de recherche dans le champ des représentations, à en mesurer les enjeux, et à poser les premières pierres des études trans francophones avec Maud-Yeuse Thomas depuis 1996 avec leurs premières collaborations durant les séminaires Q de Sam Bourcier notamment.
Elle exerce une activité militante dans différentes associations, projets et actions ayant pour but la promotion et la défense des droits des personnes lesbiennes, gaies, bisexuelles et trans.

## Biographie

### Jeunesse
Karine Espineira naît à Santiago du Chili le 2 octobre 1967, assignée garçon à sa naissance, d’une mère française d'origine gréco-russe et d’un père chilien. Dès l'âge de six ans, elle prend conscience qu'elle est une fille. Sa famille fuit le Chili en 1974, et s'installe à Marseille, puis Manosque. En 1987, elle se sort miraculeusement d'un accident de la route ayant occasionné une trentaine d'opérations chirurgicales.

### Débuts universitaires
En 1988, elle poursuit des études en lettres modernes et en sciences de l'information et de la communication à l’université Stendhal-Grenoble 3 en travaillant sur la mise en scène télévisée de discours politiques, puis en 1993 à l'université autonome de Barcelone en Catalogne, où elle entame un doctorat, mais l'abandonne.

### Pigiste
En 1993-1994, elle travaille comme journaliste pigiste dans l'hebdomadaire Grenoble Info et en 1995-1996 au quotidien La Provence.

### Premiers engagements et transition
En 1996, elle s'engage comme bénévole dans l'Association du syndrome de Benjamin, dirigée par Tom Reucher (où elle rencontre sa future compagne Maud-Yeuse Thomas) tout en menant sa transition de genre, une « transition express », parce qu'elle refuse le suivi psychiatrique. C'est en Belgique, en 1998, qu'elle se fait opérer, et elle change d'état civil quelques mois plus tard. Avec Maud-Yeuse Thomas, elle rejoint l'association le Zoo, du sociologue Sam Bourcier, et participe aux Séminaires Q qui sont publiés dans l'ouvrage Q comme Queer aux éditions GayKitchCamp en 1998.
Durant la période 1996-1999, elle écrit dans la revue 3 Keller du Centre Gay et Lesbien de Paris ; elle travaille sur la maquette de Lesbia Magazine, participe à la communication de la première marche Existrans et crée le journal associatif trans intitulé L'Identitaire[réf. souhaitée] [le terme n'a rien en commun avec l'usage qui en fait aujourd'hui par des mouvements conservateurs] de l'ASB avec Maud-Yeuse Thomas, Tom Reucher et Ionna Mayhead.

### Engagement à Marseille
Durant les années 2000, elle occupe les postes de chargée de communication et de formatrice multimédia dans le domaine de l'insertion sociale et professionnelle à Marseille à Champs Visuels puis Transition.
En 2003, elle participe au projet européen Equal Solimar Les Discriminations raciales à l'embauche.
En 2005, elle est cofondatrice de l'association trans Sans Contrefaçon avec Maud-Yeuse Thomas. L'association s'engage dans la production de courts-métrages dans l'esprit DIY (Do it yourself) et milite avec le Groupe Activiste Trans (GAT). Elle entre aux conseils d’administration des Universités d’été euroméditerranéennes des homosexualités (2005-2008) et du Centre Évolutif Lilith (2006-2007) de Marseille. Elle coorganise la journée du 19 juillet 2006 à Marseille, dans le cadre de la Journée internationale de solidarité avec les Lesbiennes Gais Bi et Trans d’Iran,.

### Courts-métrages
Durant la période 2005-2008, elle réalise des montages de courts métrages : Le Kissing (un kiss-in), court-métrage de 6 min 38 s, 2005 ; Gare aux trans !, court-métrage de 3 min 51 s, 2006 ; Transgénérations, court-métrage de 16 min 57 s, 2006 ; Transgénérations - version 2, court-métrage de 19 min, 2008[réf. souhaitée]. Elle est aussi consultante (créditée au générique) pour le documentaire L'Ordre des mots de Cynthia Arra et Mélissa Arra.

### Deuxième période d'études universitaires
Reprenant ses études universitaires en 2007 à l'université de Provence, elle prépare une thèse de doctorat à l'université Nice-Sophia-Antipolis. Sa thèse intitulée « La construction médiatique des transidentités : une modélisation sociale et médiaculturelle », soutenue le 26 novembre 2012, reçoit la mention très honorable avec félicitations du jury à l'unanimité et se voit récompensée par le 2e prix jeune chercheur francophone en SIC - 2014, décerné par la Société française des sciences de l'information et de la communication (SFSIC) en 2014. Elle est aussi médaillée de l'université Nice-Sophia-Antipolis la même année.

### Engagement mondial
De 2010 à 2020, elle enseigne à l'étranger, comme en Argentine à l'université nationale de Córdoba (UNC) dans le cadre du Doctorado en Estudios de Género (2017) et donne de nombreuses conférences comme conférencière invitée (Argentine, Allemagne, Belgique, Canada, Espagne, Italie, Suisse), et/ou dans le cadre de missions culturelles du ministère de la culture via ses ambassades de France (Chine, Cuba, Japon, Québec).

### Observatoire des transidentités
En 2010, elle est cofondatrice de l'Observatoire des transidentités (ODT), un site indépendant d’information, de productions de savoirs et d’analyses sur les questions trans, inter et les questions de genre. Le site et la revue Cahiers de la transidentité sont fondés par Maud-Yeuse Thomas, Arnaud Alessandrin et Karine Espineira. L'ODT s’appuie sur un réseau d’acteurs-actrices de terrain, d’associations-partenaires et d’universitaires ; Maud-Yeuse Thomas et Karine Espineira sont responsables du site et de la revue. La même année, elle participe au tournage du documentaire Mes questions sur les trans (2011),, de Serge Moati, diffusé le 17 mai 2011 sur France 5.

### Stop Trans Pathologization
En 2011, elle rejoint l'équipe de la coordination de campagne internationale Stop Trans Pathologization (STP 2012),. Les objectifs de campagne sont le retrait du trouble d’identité de genre des nomenclatures internationales. En 2013, la campagne compte 370 groupes et réseaux répartis en Afrique, en Amérique Latine, en Amérique du Nord, en Asie, en Europe et en Océanie. En 2014, les groupes GATE (Action globale pour l'égalité trans) et STP, se sont rapprochés dans un travail commun face à l'OMS, afin de discuter les éventuels changements de la CIM-11.

### Paris-VIII
De 2015 à 2017, elle a bénéficié de l'allocation de recherche « Genre Inégalités Discrimination - Île-de-France », Institut Émilie-du-Châtelet, Alliance de recherche sur les discriminations, d'une recherche post-doctorale intitulée « Politiques transféministes : alliances et conflits entre mouvements trans et féministes », en sociologie et science politique au LEGS, UMR 8238, CNRS/université Paris-VIII Vincennes Saint-Denis, sous la direction d'Éric Fassin. Elle est actuellement membre associée au LEGS, université Paris 8.

### Engagements 2019-2022
En 2019, sa première recherche sur les représentations (publiée en 2008), figure dans les 15 textes cultes pour comprendre les questions LGBT par Les Inrocks.
À partir de 2019, elle est membre du conseil scientifique de la Délégation interministérielle à la lutte contre le racisme, l'antisémitisme et la haine anti-LGBT, dont elle démissionne à l'été 2022, pour dénoncer l'appartenance de son président, le sociologue Smaïn Laacher, au comité scientifique de l’Observatoire de la petite sirène.
En 2022, elle publie avec Maud-Yeuse Thomas, l'ouvrage Transidentité et transitudes. Se défaire des idées reçues aux éditions du Cavalier bleu. L'ouvrage revient sur des idées reçues pour les déconstruire, avec l'objectif, d'être accessibles au plus grand nombre, pour compenser et revenir sur une suite de nombreuses tribunes, articles (Marianne,, Figarovox,, Valeurs actuelles) et ouvrages (La Question trans, de Claude Habib ; La Fabrique de l’enfant transgenre, de Caroline Eliacheff et Céline Masson) hostiles aux personnes trans, ayant motivés des réactions (Le Parisien et Libération, Le Monde) pour informer le public.

## Domaines de prédilection
Ses travaux s'inscrivent dans les champs des études de genre, des études culturelles, des études transgenre (transgender studies), de la sociologie des mouvements sociaux et des sciences de l'information et de la communication. Ses recherches portent sur les constructions médiatiques des transidentités, sur les modèles de genre dans les médias les enjeux de représentations et les transféminismes, sous des approches intersectionnelles, sociohistoriques et communicationnelles.
Elle distingue études transgenres, (études trans) et études sur la transidentité sur la base du socle historique et théorique de ce nouveau champ d'études initié par l'universitaire et artiste-performeuse Sandy Stone, entre autres.
Dans ses activités académiques comme dans des entretiens donnés à des médias (télévision,, radio,, et presse écrite,,), elle rend compte des conditions de vie des personnes trans, des dichotomies entre représentations et réalité des vécus trans, des effets des discriminations, du cissexisme et de la cisnormativité.

## Vie privée
Elle vit dans le Finistère.

## Récompenses et distinctions
Le 11 mars 2015, elle est lauréate du prix Pierre Guénin contre l'homophobie aux côtés d'Arnaud Alessandrin et de l’association Homosexuels musulmans de France (HM2F) récompensant Jean-Paul Cluzel.
Le 16 novembre 2019, elle reçoit le Grand Prix du Gala Arc-en-Ciel, Conseil québécois LGBT, reconnaissant la contribution de personnes à la promotion et à la défense des droits des personnes lesbiennes, gaies, bisexuelles et trans sur la scène internationale.

## Publications

### Ouvrages
- Médiacultures : la transidentité en télévision : une recherche menée sur un corpus à l'INA (1946-2010), Paris, L'Harmattan, 2015, 227 p. (ISBN 978-2-343-05478-0, OCLC 905227787)
- Transidentités : ordre et panique de genre : Le réel et ses interprétations, Paris, L'Harmattan, 2015, 263 p. (ISBN 978-2-343-05477-3, OCLC 905647348, lire en ligne)
- La transidentité : de l'espace médiatique à l'espace public, Paris, L'Harmattan, 2008, 187 p. (ISBN 978-2-296-06097-5, OCLC 470757512, lire en ligne).

### Ouvrages collectifs
- Karine Espineira et Maud-Yeuse Thomas, Transidentités et transitudes : Se défaire des idées reçues, Paris, Éditions du Cavalier bleu, 2022, 184 p. (ISBN 1-0318-0492-7, lire en ligne).
- Jean Zaganiaris, Ludovic-Mohamed Zahed, Maud-Yeuse Thomas et Karine Espineira, Corps vulnérables, vies dévulnérabilisées, L'Harmattan, 2016 (ISBN 978-2-343-08648-4, OCLC 952002679)
- Maud-Yeuse Thomas, Noomi Grüsig et Karine Espineira, Transféminismes, L'Harmattan, 2015 (ISBN 978-2-343-07014-8, OCLC 929953437)
- Laetitia Biscarrat, Karine Espineira, Maud-Yeuse Thomas et Arnaud Alessandrin, Quand la médiatisation fait genre : médias, transgressions et négociations de genre, L'Harmattan, 2014 (ISBN 978-2-343-04197-1, OCLC 896578454)
- Karine Espineira, Maud-Yeuse Thomas et Arnaud Alessandrin, Tableau noir les transidentités et l'école, L'Harmattan, 2014 (ISBN 978-2-343-03862-9, OCLC 893901462)
- Karine Espineira, Maud-Yeuse Thomas et Arnaud Alessandrin, Corps trans-corps queer, L'Harmattan, 2013 (ISBN 978-2-343-01487-6, OCLC 871066744)
- Karine Espineira, Maud-Yeuse Thomas et Arnaud Alessandrin, Identités intersexes : identités en débat, L'Harmattan, 2013, 168 p. (ISBN 978-2-336-29294-6, OCLC 859139356, lire en ligne)
- Karine Espineira, Maud-Yeuse Thomas et Arnaud Alessandrin, Transidentités : histoire d'une dépathologisation, L'Harmattan, 2013, 132 p. (ISBN 978-2-336-29293-9, OCLC 859139357, lire en ligne)
- Karine Espineira, Maud-Yeuse Thomas et Arnaud Alessandrin, La Transyclopédie : tout savoir sur les transidentités, Paris, Des Ailes sur un tracteur, 2012, 336 p. (ISBN 978-1-291-10322-9, OCLC 851921127)

### Articles
- Karine Espineira, « La médiatisation des politiques transgenres : du statut de contre-public à l'inégalité de la représentation », Revue française des sciences de l'information et de la communication, no 4,‎ janvier 2014 (DOI 10.4000/rfsic.695 , lire en ligne)

- Karine Espineira et Maud-Yeuse Thomas, « Les trans comme parias. Le traitement médiatique de la sexualité des personnes trans en France », Genre, sexualité & société, no 11,‎ juillet 2014 (DOI 10.4000/gss.3126 , lire en ligne)
- « L'inscription médiatique de l'intersexuation et de la transidentité dans la thématique des tests de féminité en télévision », dans Laetitia Biscarrat et al. (dir.), Quand la médiatisation fait genre. Médias, transgressions et négociations de genre., Cahiers de la transidentité, hors-série, Paris, L'Harmattan, coll. « Cahiers de la transidentité », 2014, p. 164-179.

- Karine Espineira, « Transitude : pratiques et effets des réassignations post-mortem », Frontières, vol. 31, no 2,‎ 6 juillet 2020 (ISSN 1916-0976, DOI 10.7202/1070334ar , lire en ligne, consulté le 12 mai 2025)
- Karine Espineira et Marika Moisseeff, « Introduction au dossier Freaks en tous genres : corps mutants, cyborgs, métamorphoses & fantastiques », Genre en séries, no 11,‎ 2020, p. 1–16 (DOI 10.4000/ges.1022 , lire en ligne )

### Chapitres
- Karine Espineira, « L’inscription médiatique de l’intersexuation et de la transidentité dans la thématique des tests de féminité en télévision », dans Arnaud Alessandrin, Karine Espineira, Laetitia Biscarrat et Maud-Yeuse Thomas, Quand la médiatisation fait genre. Médias, transgressions et négociations de genre, Paris, Editions L'Harmattan, coll. « Cahiers de la transidentité » (no Hors-série), 2014, 256 p. (ISBN 978-2-343-04197-1, lire en ligne), p. 164-179
- Karine Espineira, « Le sein dans une perspective transgenre & intersexe », dans Martine Sagaert et Natacha Ordioni, Le sein: Des mots pour le dire, Toulon, Université de Toulon - Laboratoire Babel, 2015, 240 p. (ISBN 978-2955423509), p. 179-198
- Karine Espineira, « Sésame, ouvre-toi : constituer un corpus audiovisuel pour l’étude des transidentités », dans Sarah Lecossais et Nelly Quemener, En quête d'archives : bricolages méthodologiques en terrain médiatiques, Paris, INA Éditions, 2018, 202 p. (ISBN 978-2-86938-250-3), p. 76-86
- Karine Espineira, « "La médiatisation des « enfants et ados trans" : des écrans TV aux chaînes YouTube, se raconter et s’affirmer au présent », dans Annie Pullen Sansfaçon et Denise Medico, Les interventions affirmatives auprès des enfants et jeunes trans : perspectives multidisciplinaires, Montréal, Presses Universitaires de Montréal, 2021, p. 62-77